# Bundesautobahn 445
Pour les articles homonymes, voir A445 et Autoroute A445.
La Bundesautobahn 445 est une Bundesautobahn dans le Land de Rhénanie-du-Nord-Westphalie.

## Histoire
À l'origine, le début prévu de l'A 445 est un triangle avec la variante nord jamais construite de l'A 40, la « Lipperlandautobahn ». L'itinéraire devait continuer sur un pont au-dessus de la Lippe jusqu'à une jonction avec l'A 2 près de Rhynern, l'extrémité actuelle de l'expansion prévue de l'itinéraire au nord. Après que l'A 441 à Dortmund ne fut pas réalisée comme autoroute et est désormais la Bundesstraße 236 et que l'A 443 près d'Unna n'est que partiellement construite puis à nouveau déclassée en Bundesstraße, l'A 445 est la seule des trois traverses d'autoroute initialement prévues le long de l'A 44.
Il est prévu de combler l'écart entre l'A 2 à Hamm-Rhynern et l'actuel prolongement au nord de Werl. L'A 445 devrait ainsi former une liaison transversale entre les lignes ouest-est A 2, A 44 et A 46. Comme la brèche de l'A 46 en direction de Hagen n'est pas encore comblée au sud, cet objectif n'est que partiellement atteint.
L'extension de l'A 445 est considérée comme une nécessité urgente dans le Plan fédéral d'infrastructure de transport ; le tronçon d'environ 8 km doit être construit avec deux voies dans chaque direction. La procédure d'approbation des plans pour la poursuite de la construction de l'A 445 entre Werl et l'A 2 est lancée en février 2011. En 2003, les coûts de construction sont estimés à environ 40 millions d'euros, en 2006 à environ 60 millions d'euros. L'expansion est controversée en raison de son interférence avec la nature. Après trois jours de discussions en novembre 2012, la décision d'approbation du plan n'est pas attendue avant la mi-2013 au plus tôt. Le processus d’approbation de la planification s’est achevé en décembre 2020. Dans les années 2021/2022, des mesures compensatoires d’entretien des terrains sont réalisées avant le début effectif des travaux.
La fin de l'A 445 au sud entre Wickede et Neheim-Hüsten n'est en réalité pas une véritable fin, mais l'itinéraire se fond directement dans le tracé de l'A 46 en direction de Brilon. Le conducteur ne remarque le changement de numérotation qu'en raison de la numérotation quelque peu inhabituelle des panneaux avancés au carrefour de Neheim. En plus de la numérotation A 46 qui s'applique à partir de là, la numérotation A 445 y est barrée, en provenance de l'A 46 en direction de Werl et vice versa.
L'extrémité réelle de l'A 445 et donc l'emplacement du triangle d'autoroute prévu avec le tronçon de l'A 46 en direction de Hagen qui n'a pas encore été construit se trouve à proximité d'Ense. Comme il n'y a actuellement pas de carrefour, un court tronçon de l'A 46 est actuellement signalé comme l'A 445.